# Tom Rapnouil
Tom Rapnouil-Zarandona (* 9. Februar 2001 in Poissy) ist ein französischer Fußballspieler. Der defensive Mittelfeldakteur steht bei Al-Markhiya SC in Katar unter Vertrag.

## Karriere

### Verein
Rapnouil spielte in seiner Jugend für verschiedene französische Vereine. 2016 wechselte er in die Jugendabteilung des FC Toulouse. Zwei Jahre später absolvierte er seinen ersten Einsatz für die zweite Mannschaft. Dort kam er fortan regelmäßig zum Einsatz und wartete auf sein Debüt für die A-Mannschaft. Dieses kam im Februar 2021 im Coupe de France zustande, als er in der dritten Runde gegen Girondins Bordeaux in der Startelf stand. Auch in den folgenden Spielen bis zum Ausscheiden aus dem Wettbewerb im Viertelfinale kam der Franzose zum Einsatz. Im Sommer 2021 unterschrieb er seinen ersten Profivertrag bei Toulouse. Sein Ligadebüt gab er am dritten Spieltag der Folgesaison. Am vierten Spieltag folgte ein weiteres Spiel für den Defensivmann, in der restlichen Saison in der Ligue 2 wurde er nur am letzten Spieltag für den Kader berücksichtigt und feierte dabei den Aufstieg.
Im August 2022 wurde der Franzose für eine Saison an den FC Botew Wraza ausgeliehen. Nach Ablauf der Leihe kehrte der Spieler nicht nach Frankreich zurück, sondern wechselte fest zu ZSKA 1948 Sofia. Dort spielte er in den folgenden anderthalb Jahren für die Profis sowie in der Reservemannschaft des Vereins. Im August 2024 kam er in drei Qualifikationspartien der UEFA Conference League zum Einsatz. In der Winterpause der Saison 2024/25 verließ er den Hauptstadtklub wieder. Seit dem 14. März 2025 steht Ranouil beim Zweitligisten Al-Markhiya SC in Katar unter Vertrag.

### Nationalmannschaft
Von 2017 bis 2019 bestritt Ranouil zehn Partien für diverse französische Jugendauswahlen und erzielte dabei zwei Treffer. Am 16. Oktober 2024 debütierte er dann für die A-Nationalmannschaft von Martinique in einem Spiel der CONCACAF Nations League gegen Guadeloupe (0:0). 

## Erfolge
- Französischer Zweitligameister: 2021/22